# Рогожарски Бруцош
Рогожарски Бруцош (НМС) је југословенски школски авион за основну обуку пилота, једномоторни нискокрилац са два члана посаде који је произведен 1940. године у југословенској фабрици авиона Рогожарски из Београда.

## Пројектовање и развој
У жељи да замени застарели авион за обуку војних пилота, двокрилац Физир ФН, Команда ваздухопловства војске је средином 1936. године расписала конкурс за избор новог типа школског авиона за основну обуку пилота. Услови конкурса су били да нови авион буде нискокрилац што је требало да обезбеди лакши прелаз на модерне нискокрилне ловце тога доба који су се налазили у наоружању Југословенског војног ваздухопловства (Харикен, Месершмит и ИК-3). Фабрика Рогожарски је решила да учествује на овом конкурсу па је за ту прилику ангажовала два већ позната ваздухопловна инжењера Мирослава Ненадовића и Миленка Митровића – Спирту, који су се одмах латили овог задатка.
Израда прототипа је почела исте године а завршена је маја месеца 1940. године када је направљен и први пробни лет. После детаљног фабричког испитивања авион је предат опитној групи на испитивање. Након испитивања у опитној групи авион је пребачен у Прву пилотску школу у Панчеву а затим у Другу пилотску школу у Краљеву како би и инструктори летења дали свој суд о употребљивости авиона Бруцош.

### Технички опис
Авион Бруцош (или НМС назив према иницијалима конструктора) је слободно носећи нискокрилац дрвене конструкције. Крила су трапезестог облика заобљена на крајевима, обложена су шпером, имају две ремењаче, а за труп су причвршчена завртњима. Репне површне су класичне израде од дрвета обложене шперплочама а кормила су такође дрвене конструкције обложена платном. Труп је правоугаоног попречног пресека, костур трупа се састоји из четири уздужнице учвршћене оквирима у целости је израђен од дрвета, обложен шпером. Два резервоара за бензин се налазио у крилима запремине 160 литара. Стајни орган (трап) се састоји од две еластичне ноге са механичким амортизерима и везане су за предње рамењаче. Гуме на стајном органу су нископритисне. За мотор је имао ваздухом хлађен шестоцилиндрични линијски мотор са висећим цилиндрима енглеске производње де Хевилендов Џипси Мејџор I снаге 96 kW (130KS) који се у то време користио за погон авиона таквих или сличних намена широм света .

## Оперативно коришћење
Авион Бруцош је произведен у 1 примерку као прототип у серијску производњу није ушао јер је Команда ВВ изабрала авион Аеро-2 на конкурсу.
За време тестирања у пилотској школи у Краљеву 20. јуна 1940. године пилот инструктор Владимир Обад је после нормалног приземљења зарио леви точак авиона у меку земљу и поломио крило. Поправка авиона у фабрици је искоришћена да се отклоне недостаци који су уочени у току тестирања па је авион поново оспособљен за летење пре каја октобра исте године. Истовремено са поправком извршена је и реконструкција крила тако да су се крила могла склапати уназад (то је био први југословенски авион са склапајућим крилима).
Нажалост Комисија команде је већ дала мишљење о тестираним авионима које није било повољно за Бруцоша. Фабрика Рогожарски је уложила приговор на ово мишљење па је формирана нова комисија која је поново додатно испитала све авионе који су учествовали на конкурсу. И друга комисија је прогласила авион Аеро-2 за најбољи.
Желећи ипак да пласира свој авион, а сарађујући у то време много са Поморским ваздухопловством фабрика Рогожарски је направила пројект хидроверзије Бруцоша са снажнијим мотором Валтер Сикс снаге 140 kW, и металним пловцима канадске фирме ЕДО. Овај авион је понуђен Команди морнарице као хидроавион за основну обуку.

### Авион Бруцош у Другом светском рату
У тренутку почетка Априлског рата авион Бруцош је био у хангару Опитне групе на земунском аеродрому одакле је 10. априла 1941. године прелетео на ратни аеродром у Великим Радинцима где је била дислоцирана Прва ловачка бригада. Верује се да је Бруцош ту спаљен са осталим авионима да не би пао непријатељима у руке.